# طفل القطران (رواية)
طفل القطران ، بالإنجليزية Tar Baby- هي رواية من بين روايات الكاتبة الأمريكية توني موريسون الحائزة على جائزة نوبل سنة 1993، تم نشر الرواية عام 1981م عن دار النشر ألفريد أ.نوف، وهي الرواية الرابعة.
في سلسلة رواياتها لمنشورة،

## مقدمة الرواية
تصور هذه الرواية علاقة حب بين جادين وسون، وهما أمريكيان أسودان من عوالم مختلفة تمامًا. جادين هي خريجة جميلة من جامعة السوربون وعارضة أزياء تم رعايتها من قبل عائلة ستريتس، وهي عائلة بيضاء ثرية توظف عمتها وعمة جادين كخدم في المنازل. سون هو رجل فقير وقوي العقل. عندما يجتمع جادين وابنه معًا، تمزق علاقتهما الأوهام وخداع الذات التي تربط العالم والعلاقات معًا في العقار. يسافرون عائدين إلى الولايات المتحدة للبحث عن مكان يمكن أن يكونوا فيه في المنزل، ويكتشفون أن منازلهم تحتوي على سم لبعضهم البعض. يكشف كفاح جادين وابنه عن الألم والنضال والتسويات التي تواجه الأمريكيين السود الذين يسعون إلى العيش والحب بنزاهة في الولايات المتحدة.

## عنوان الرواية
في مقابلة مع الكانبة توني موريسون لسؤالها عن سر عنوان الرواية، قالت: طفل القطران
اسم يطلقه الأشخاص البيض على الأطفال السود، والفتيات السود، على ما أذكر. في وقت ما، كانت حفرة القطران مكانًا مقدسًا، على الأقل مكانًا مهمًا، لأن القطران كان يستخدم لبناء الأشياء. لقد ربطت أشياء مثل سفينة موسى الصغيرة والأهرامات. بالنسبة لي، أصبحت كلمة "طفل القطران" تعني المرأة السوداء التي يمكنها جمع الأشياء معًا.

## تقييم الرواية
ذكرت تقييمات كيركوس في مارس 1981: "شخصيات موريسون الدقيقة والمتوترة هذه المرة - الأمريكيون السود والبيض المتجمعون معًا في منزل "واسع " على جزيرة في البحر الكاريبي - قد تفتقر إلى انتشار الأجنحة النفسية لسولا أو. "نشيد سليمان" ومع ذلك، ضمن سرعة خيالاتها الأسطورية/الروحية المبهرة، والحوار الحاد مثل قرع الطبول، فإنها تحمل تأملاتها - حول العلاقات بين السود والبيض والهوية الأنثوية السوداء - بخفة مثل حرير السباق - في نثر مرن وقوي. في صحيفة نيويورك تايمز، كتب الروائي جون إيرفينغ عن طفل القطران "... أعظم إنجازات توني موريسون هو أنها رفعت روايتها فوق الواقعية الاجتماعية التي وقعت فيها الكثير من الروايات السوداء والروايات النسائية. لقد نجحت في الكتابة حول العرق والنساء رمزيا.

## أسلوب الرواية
- تنسج رواية "طفل القطران" لتوني موريسون عوالمها من خلال رمزية مكثفة تستند إلى دلالات تاريخية وثقافية، إذ يتحول العنوان نفسه من وصف عنصري تقليدي إلى رمز للمرأة السوداء القادرة على لملمة الذوات الممزقة. تستعير موريسون من الأساطير الشعبية الأمريكية والأفريقية لتمنح الرواية طابعًا شبه أسطوري يتجاوز الواقعية السردية. يتجلى في النص حوار نابض بالحياة، حاد الإيقاع، يعبّر عن التوترات العرقية والاجتماعية، مستخدمًا لغة مرنة تتنقل بين العامية والفصحى لتجسيد التباينات الثقافية بين الشخصيات. تكشف العلاقة بين "جادين" و"سون" عن طبقات سردية متشابكة تُضيء صراعات الهوية والطبقية والانتماء في المجتمع الأسود، في تداخل بارز بين السرد الواقعي والنفسي والرمزي. وعلى الرغم من محدودية الفضاء المكاني، ترتقي الرواية إلى مستوى رمزي يناقش قضايا العرق والهوية بعمق إنساني كوني. وأخيرًا، يتميّز أسلوب موريسون بنثر شعري رفيع يضفي على النص طابعًا تأمليًا يكشف عن البعد الوجداني الكامن حتى في التفاصيل اليومية..[4]

## اقتباسات
"لكنّه في الواقع كان قد أقلع عن قراءة الكتب، لأنّها في رأيه فقدت قيمتها، وأصبحت بلا معنى، بعد أن شهدت اللغة عدة تغيرات جذرية واضحة." (تعكس هذه العبارة أزمة الهوية الثقافية والانفصال عن اللغة كأداة للتعبير والانتماء.)
"كانت جدتي تشعر بأنّها مشردة، بأنها لا تنتمي إلى هذا المكان، ربما مكوثها لفترة طويلة في الفراش، جعلها تشعر بالإذلال، والمهانة." (اقتباس يسلط الضوء على الشعور بالاغتراب حتى داخل الجسد أو البيت.)
"حكاية مضحكة، ومخيفة، ومحيّرة، تلك الحكاية الشعبية المعروفة بـ (طفل القطران)، تجعلك تفكر كيف يتمتع اللص بدهاء." (إشارة إلى الحكاية الشعبية التي استلهمت منها موريسون عنوان الرواية، والتي تحمل دلالات رمزية عن الفخاخ الاجتماعية والعرقية.)
"عندما يتذكر المرء جدته، فإنه يذهب بعيداً إلى تذكر تلك الأطعمة المنزلية اللذيذة، وتلك الرعاية، والحنان غير المتكلف." (تعبير عن الحنين إلى الجذور والدفء العائلي في مقابل الاغتراب الحضاري.)

## أنظر أيضًا
- الحب (رواية موريسون)
- نشيد سليملن (رواية)
- العين الأشد زرقة
- جاز (رواية)
- الوطن (رواية موريسون)
- رحمة (رواية)
- فليكن الله في عون الطفل